# Third Crater
Der Third Crater (englisch für Dritter Krater) ist ein Vulkankrater auf der Hut-Point-Halbinsel im Südwesten der antarktischen Ross-Insel. Er liegt am Castle Rock.
Benannt ist er seit mindestens 1958 in Anlehnung an seine relative geographische Lage zum First Crater und Second Crater.